# Mireille Vachon
Mireille Vachon est une costumière québécoise œuvrant principalement en télévision et en arts de la scène.

## Biographie
Mireille Vachon obtient en 1983 son diplôme d'études collégiales en production théâtrale du Cégep de Saint-Hyacinthe et entame ensuite une carrière qui l'amène à concevoir des costumes pour plus d'une centaine de productions télévisuelles et scéniques (notamment pour le théâtre, l'opéra et le cirque), de même que pour plusieurs spectacles de variétés,.
Avec le scénographe Mario Bouchard, elle rachète en 2018 une ancienne école de rang à Bassin, aux îles de la Madeleine, qui est ensuite convertie en auberge afin d'accueillir des artistes en résidence.

## Carrière
Elle conçoit des costumes pour plusieurs séries télévisées destinées au jeune public, dont La Princesse astronaute, Lapoisse et Jobard, Opération Caméléon, Tohu-Bohu, Kaboum, Salmigondis, Code Max, Comment devenir une légende, Alix et les Merveilleux et Ari Cui Cui, qui lui valent de nombreuses nominations aux Prix Gémeaux,,.
Au théâtre, elle collabore notamment avec les metteurs en scène Mario Boivin, Guy Beausoleil, Vincent Bilodeau et Michel Forget. Elle se retrouve finaliste pour plusieurs Masques de la catégorie Meilleurs costumes,.
Ses créations font le tour du monde grâce aux arts du cirque, notamment avec des productions du Cirque Éloize, de l'École nationale du cirque, de Cavalia, du Cirque du Soleil et de Allstars U.S.A Entertainment,.
Ses costumes sont portés sur la scène Pollack de l'Université McGill dans quatorze productions d'Opéra McGill, entre 1995 et 2008. Ses créations conçues pour la comédie musicale West Side Story, mise en scène par François Racine, ont notamment été salués par le critique musical François Tousignant dans les pages du Devoir: « Les costumes colorés (pour les Portoricains) et plus straight (pour les "Américains") provoquent un rythme visuel éblouissant. ».

## Distinctions
- 1994 : Finaliste pour l'obtention du Masque de la catégorie Meilleurs costumes, pour Le Bossu de Notre-Dame (théâtre)[3]
- 1996 : Gémeaux de la Meilleure création de costumes : toutes catégories, pour l'émission La Princesse astronaute[3],[7]
- 1999 : Finaliste pour l'obtention du Masque de la catégorie Meilleurs costumes, pour La Mandragore (théâtre)[3]
- 2000, 2001 : Finaliste pour l'obtention du Gémeaux de la Meilleure création de costumes : toutes catégories, pour l'émission Tohu-Bohu[3]
- 2002 : Prix du jury étudiant du Théâtre Denise-Pelletier, pour Les trois mousquetaires (théâtre)[3]
- 2003 : Finaliste pour l'obtention du Masque de la catégorie Meilleurs costumes, pour Les trois mousquetaires (théâtre)[3]
- 2008 : Prix Arts de la scène (sauf musique) des Grand prix Desjardins de la culture de Lanaudière[3],[8]
- 2009 : Finaliste pour l'obtention du Gémeaux de la Meilleure création de costumes : toutes catégories, pour l'événement télévisuel Rencontres: Le spectacle commémoratif du 400e anniversaire de la Ville de Québec[3],[9]
- 2011 : Finaliste pour l'obtention du Gémeaux de la Meilleure création de costumes : toutes catégories, pour l'émission Kaboum[3],[10]
- 2013, 2014, 2015 : Finaliste pour l'obtention du Gémeaux de la Meilleure création de costumes : toutes catégories, pour l'émission Les Argonautes[3],[11],[12],[13]
- 2016, 2017 : Finaliste pour l'obtention du Gémeaux de la Meilleure création de costumes : toutes catégories, pour l'émission Salmigondis[3],[14],[15]